# Lycophidion
Lycophidion – rodzaj węży z rodziny Lamprophiidae.

## Rozmieszczenie geograficzne
Rodzaj obejmuje gatunki występujące w Afryce (Mali, Senegal, Gambia, Gwinea Bissau, Gwinea, Sierra Leone, Liberia, Wybrzeże Kości Słoniowej, Burkina Faso, Ghana, Togo, Benin, Niger, Nigeria, Czad, Kamerun, Republika Środkowoafrykańska, Sudan, Sudan Południowy, Egipt, Erytrea, Etiopia, Somalia, Kenia, Uganda, Burundi, Rwanda, Gwinea Równikowa, Gabon, Kongo, Demokratyczna Republika Konga, Tanzania, Malawi, Mozambik, Zambia, Angola, Namibia, Botswana, Zimbabwe, Południowa Afryka i Eswatini).

## Systematyka
Rodzaj zdefiniował w 1843 roku austriacki zoolog Leopold Fitzinger w publikacji własnego autorstwa zatytułowanej Systematyka gadów. Część pierwsza, Amblyglossae. Gatunkiem typowym jest (oryginalne oznaczenie) L. capensis.

### Etymologia
- Lycophidion: gr. λυκος lukos ‘wilk’[8]; οφιδιον ophidion ‘wężyk, mały wąż’, zdrobnienie od οφις ophis, οφεως opheōs ‘wąż’[9].
- Lissophis: gr. λισσος lissos ‘gładki’[10]; οφις ophis, οφεως opheōs ‘wąż’[9]. Gatunek typowy (oznaczenie monotypowe): Lycophidion laterale Hallowell, 1857.
- Metoporhina: gr. μετωπον metōpon ‘czoło’, od μετα meta pomiędzy; ωψ ōps, ωπος ōpos ‘oczy’[11]; ῥις rhis, ῥινος rhinos ‘nos, pysk’[12]. Gatunek typowy (oznaczenie monotypowe): Coluber irroratus Leach, 1819.
- Cryptolycus: gr. κρυπτος kruptos ‘ukryty’[13] ; λυκος lukos ‘wilk’[8]. Gatunek typowy: Cryptolycus nanus Broadley, 1958.
- Jacobclarkus: „Nazwany na cześć Jacoba Clarka z Ballarat, w Victorii, w Australii w uznaniu za jego zasługi dla edukacji gadów”[5]. Gatunek typowy: Lycophidion laterale Hallowell, 1857.

### Podział systematyczny
Do rodzaju należą następujące gatunki:

- Lycophidion acutirostre Günther, 1868
- Lycophidion albomaculatum Steindachner, 1870
- Lycophidion capense (Smith, 1831)
- Lycophidion chirioi Trape, 2021
- Lycophidion depressirostre Laurent, 1968
- Lycophidion hellmichi Laurent, 1964
- Lycophidion irroratum (Leach, 1819)
- Lycophidion jacksoni Boulenger, 1893
- Lycophidion laterale Hallowell, 1857
- Lycophidion meleagre Boulenger, 1893
- Lycophidion multimaculatum Boettger, 1888
- Lycophidion namibianum Broadley, 1991
- Lycophidion nanum (Broadley, 1968)
- Lycophidion nigromaculatum (Peters, 1863)
- Lycophidion ornatum Parker, 1936
- Lycophidion pembanum Laurent, 1968
- Lycophidion pygmaeum Broadley, 1996
- Lycophidion semiannule Peters, 1854
- Lycophidion semicinctum Duméril, Bibron & Duméril, 1854
- Lycophidion taylori Broadley & Hughes, 1993
- Lycophidion tchadensis Trape, 2021
- Lycophidion uzungwense Loveridge, 1932
- Lycophidion variegatum Broadley, 1969